# Condé-sur-Ifs
Condé-sur-Ifs is een gemeente in het Franse departement Calvados in de regio Normandië en het arrondissement Caen. De gemeente telde 447 inwoners op 1 januari 2022.

## Geschiedenis
De plaats maakte deel uit van het kanton Bretteville-sur-Laize totdat dit op 22 maart 2015 werd opgeheven. Condé-sur-Ifs, Magny-la-Campagne en Vieux-Fumé werden overgeheveld naar het kanton Mézidon-Canon, waarvan verder alle gemeenten onder het arrondissement Lisieux vallen. Op 1 januari 2017 gingen Magny-la-Campagne en Vieux-Fumé op in de commune nouvelle Mézidon Vallée d'Auge, maar Condé-sur-Ifs bleef als enige gemeente in het kanton deel uitmaken arrondissement Caen. Begin 2021 werd het kanton Mézidon-Canon hernoemd naar het kanton Mézidon Vallée d'Auge.

## Geografie
De oppervlakte van Condé-sur-Ifs bedraagt 11,34 vierkante kilometer; Op 1 januari 2022 was de bevolkingsdichtheid 39,4 inwoners per km².
De onderstaande kaart toont de ligging van Condé-sur-Ifs met de belangrijkste infrastructuur en aangrenzende gemeenten.

## Demografie
Onderstaande figuur toont het verloop van het inwonertal.
Vanwege een beveiligingsprobleem met de MediaWiki Graph-software is het momenteel niet mogelijk deze grafiek weer te geven. Zodra de software is bijgewerkt zal de grafiek vanzelf weer zichtbaar worden.
Auvillars · Beaufour-Druval · Belle Vie en Auge · Beuvron-en-Auge · La Boissière · Bonnebosq · Cambremer · Castillon-en-Auge · Condé-sur-Ifs · Drubec · Formentin · Le Fournet · Gerrots · Hotot-en-Auge · La Houblonnière · Léaupartie · Lessard-et-le-Chêne · Manerbe · Méry-Bissières-en-Auge · Le Mesnil-Eudes · Le Mesnil-Simon · Mézidon Vallée d'Auge · Les Monceaux · Montreuil-en-Auge · Notre-Dame-d'Estrées-Corbon · Notre-Dame-de-Livaye · Le Pré-d'Auge · Prêtreville · Repentigny · La Roque-Baignard · Rumesnil · Saint-Désir · Saint-Germain-de-Livet · Saint-Jean-de-Livet · Saint-Martin-de-Mailloc · Saint-Ouen-le-Pin · Saint-Pierre-des-Ifs · Valsemé · Victot-Pontfol